# جایزه هانس کریستیان آندرسن

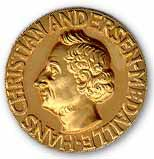

جایزه هانس کریستین آندرسن که گاه جایزه نوبل کوچک هم خوانده می‌شود، جایزه‌ای است بین‌المللی که هر دو سال یک بار از طرف دفتر بین‌المللی کتاب برای نسل جوان ( IBBY ) به مؤلفان در زمینه ی ادبیات کودک تعلق می‌گیرد.
این جایزه در دو گروه اهدا می‌شود: نویسندگان و تصویرگران. جایزه به نام هانس کریستین آندرسن نویسنده دانمارکی است و برنده جایزه خود را از دست ملکه دانمارک دریافت می‌کند.
علاوه بر این جایزه، IBBY هر ساله فهرست افتخاری نیز منتشر می‌کند که شامل آثار برجسته در تألیف، طراحی و ترجمه است.

## داوران جایزه

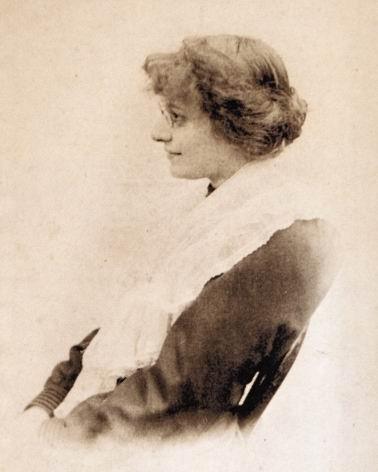
Eleanor Farjeon

انتخاب نویسندگان و تصویرگران ممتاز برنده جایزه آندرسن تا سال ۲۰۰۲ به عهده هیاتی از داوران بین‌المللی بود که همگی در زمینه ادبیات کودکان و نوجوانان (تألیف و تصویر) صاحب‌نظر بودند، از سال ۲۰۰۲ هیئت داوران به دو بخش مجزا تقسیم شد: بخشی مسئول داوری تصویر و بخشی در کار داوری تألیف مشغول شدند. از ایران توران میرهادی چهار دوره در سالهای ۱۹۷۶، ۱۹۷۸، ۱۹۸۶، ۱۹۸۸، ثریا قزل‌ایاغ یک دوره در سال ۱۹۹۲، منصوره راعی دو دوره در سالهای ۱۹۹۸ و ۲۰۰۰، زهره قایینی دو دوره در سالهای ۲۰۰۲ و ۲۰۰۴، عضو ایرانی هیئت داوران بوده‌اند.

## برندگان ایرانی جایزه
تاکنون از شورای کتاب کودک در ایران، هفت نفر در بخش‌های نویسندگی و تصویرگری نامزد نهایی جایزه جهانی آندرسن شده‌اند.

### نامزدها
- فرشید مثقالی (تصویرگری، ۱۹۷۴)
- هوشنگ مرادی کرمانی (نویسندگی، ۱۹۹۲)
- محمدرضا یوسفی (نویسندگی، ۲۰۰۰)
- نسرین خسروی (تصویرگری، ۲۰۰۲)
- محمدعلی بنی‌اسدی (تصویرگری، ۲۰۱۲)
- پژمان رحیمی‌زاده (تصویرگری، ۲۰۱۶)
- فرهاد حسن‌زاده (نویسندگی، ۲۰۱۸)
- فرهاد حسن‌زاده (نویسندگی، ۲۰۲۰)

از بین نامزدهای ایرانی تنها فرشید مثقالی، برنده جایزه جهانی در بخش تصویرگری شده و هوشنگ مرادی کرمانی مورد تشویق هیئت داوران قرار گرفت. همچنین فرهاد حسن‌زاده در سال ۲۰۱۸ برنده لوح سپاس شد.

## برندگان بخش تصویر
| سال  | نام              | کشور                |
| ---- | ---------------- | ------------------- |
| ۱۹۶۶ | آلویس کاریژه     | سوئیس               |
| ۱۹۶۸ | ییری ترنکا       | چکسلواکی            |
| ۱۹۷۰ | موریس سنداک      | ایالات متحده آمریکا |
| ۱۹۷۲ | ایب اسپانگ اولسن | دانمارک             |
| ۱۹۷۴ | فرشید مثقالی     | ایران               |
| ۱۹۷۶ | تاتیانا ماورینا  | اتحاد جماهیر شوروی  |
| ۱۹۷۸ | سوند اوتو        | دانمارک             |
| ۱۹۸۰ | سو کی چی آکابا   | ژاپن                |
| ۱۹۸۲ | زبیگنیو ریچلیکی  | لهستان              |
| ۱۹۸۴ | میتسوما آنو      | ژاپن                |
| ۱۹۸۶ | رابرت اینگپن     | استرالیا            |
| ۱۹۸۸ | دوسان کالای      | چکسلواکی            |
| ۱۹۹۰ | لیزبت زورگر      | اتریش               |
| ۱۹۹۲ |                  | جمهوری چک           |
| ۱۹۹۴ | یورگ مولر        | سوئیس               |
| ۱۹۹۶ | کلاوس آنسیکات    | آلمان               |
| ۱۹۹۸ |                  | فرانسه              |
| ۲۰۰۰ | آنتونی براون     | بریتانیا            |
| ۲۰۰۲ | کوئینتین بلیک    | بریتانیا            |
| ۲۰۰۴ |                  | هلند                |
| ۲۰۰۶ | وولف ارلبروخ     | آلمان               |
| ۲۰۰۸ | روبرتو اینوسنتی  | ایتالیا             |
| ۲۰۱۰ | یوتا بائر        | آلمان               |
| ۲۰۱۲ | پتر سیس          | جمهوری چک           |
| ۲۰۱۴ | راجر ملو         | برزیل               |